# Sentinel Dome
De Sentinel Dome is een granietkoepel in het Yosemite National Park, die in de Amerikaanse staat Californië ligt. Sentinel Rock ligt ten zuiden van Yosemite Valley. Sentinel Dome ligt 1,1 km ten zuidoosten van de Sentinel Rock en 1,3 km ten zuidwesten van Glacier Point.
Het uitzicht vanaf de top biedt een 360 graden blik over Yosemite Valley en omgeving. Men kan onder meer Half Dome, El Capitan, Yosemite Falls, North Dome en Basket Dome zien. Sentinel Dome biedt ook ongehinderd uitzicht op de nachtelijke hemel en net zoals het nabijgelegen Glacier Point is het om die reden ook een populaire plek om sterren te kijken. Sentinel Dome stond ook bekend om een Jeffrey Pine die vanaf zijn top groeide. De conifeer werd al in 1867 gefotografeerd door Carleton Watkins en was het onderwerp van een bekende foto van Ansel Adams. De boom stierf tijdens de droogte van 1976, maar bleef staan tot augustus 2003.
De oorspronkelijke Native American naam van Sentinel Dome, in de Southern Sierra Miwok-taal, een van de Utitalen, was "Sakkaduch".

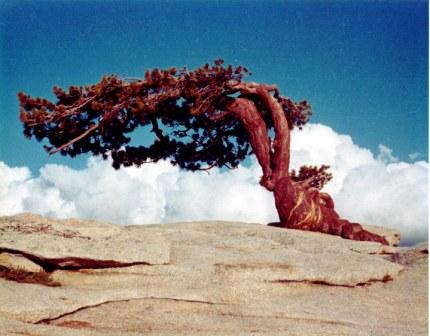
De iconische Jeffrey Pine gefotografeerd op 7 augustus 1968
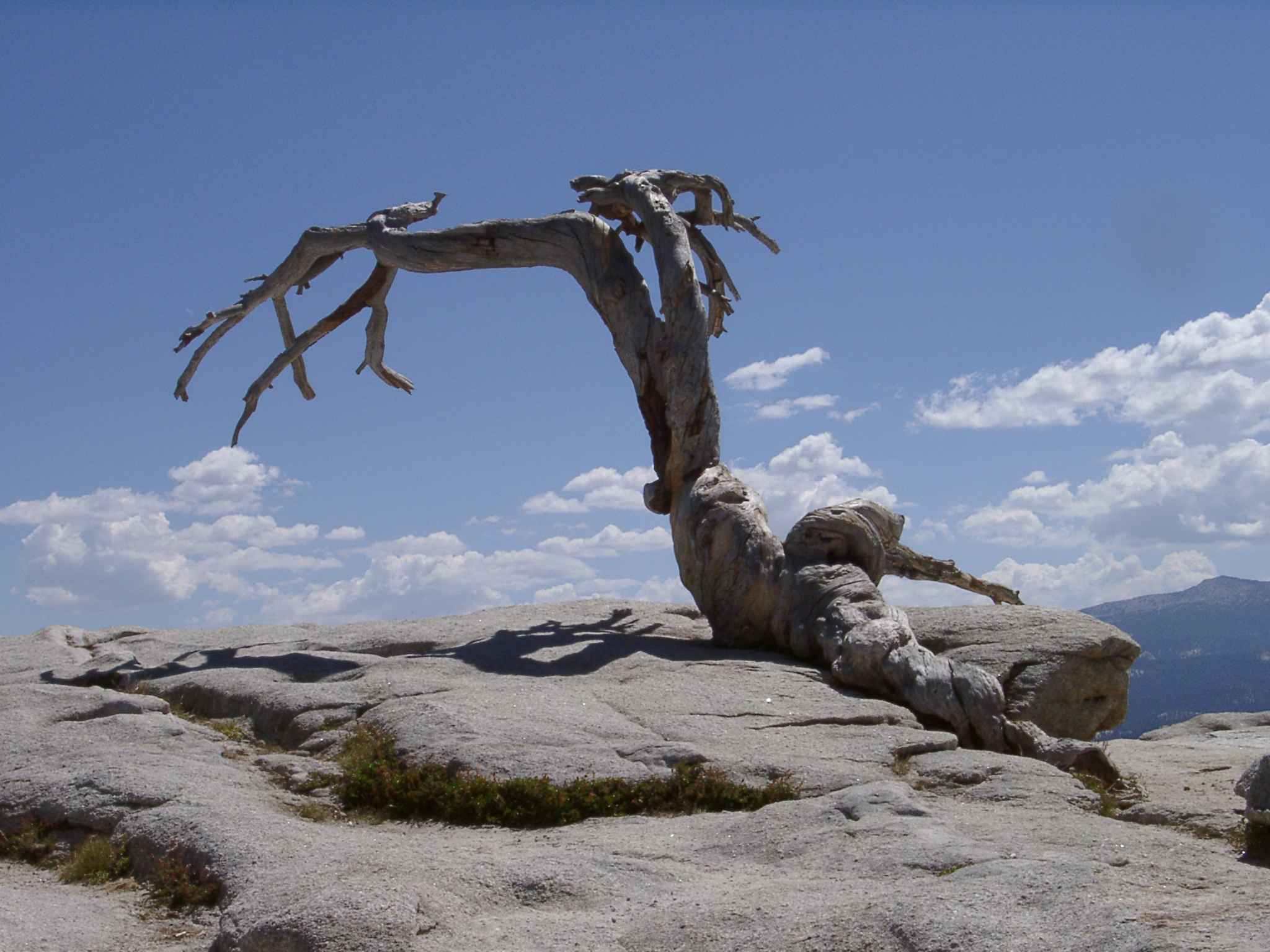
De dode Jeffery Pine in 2001
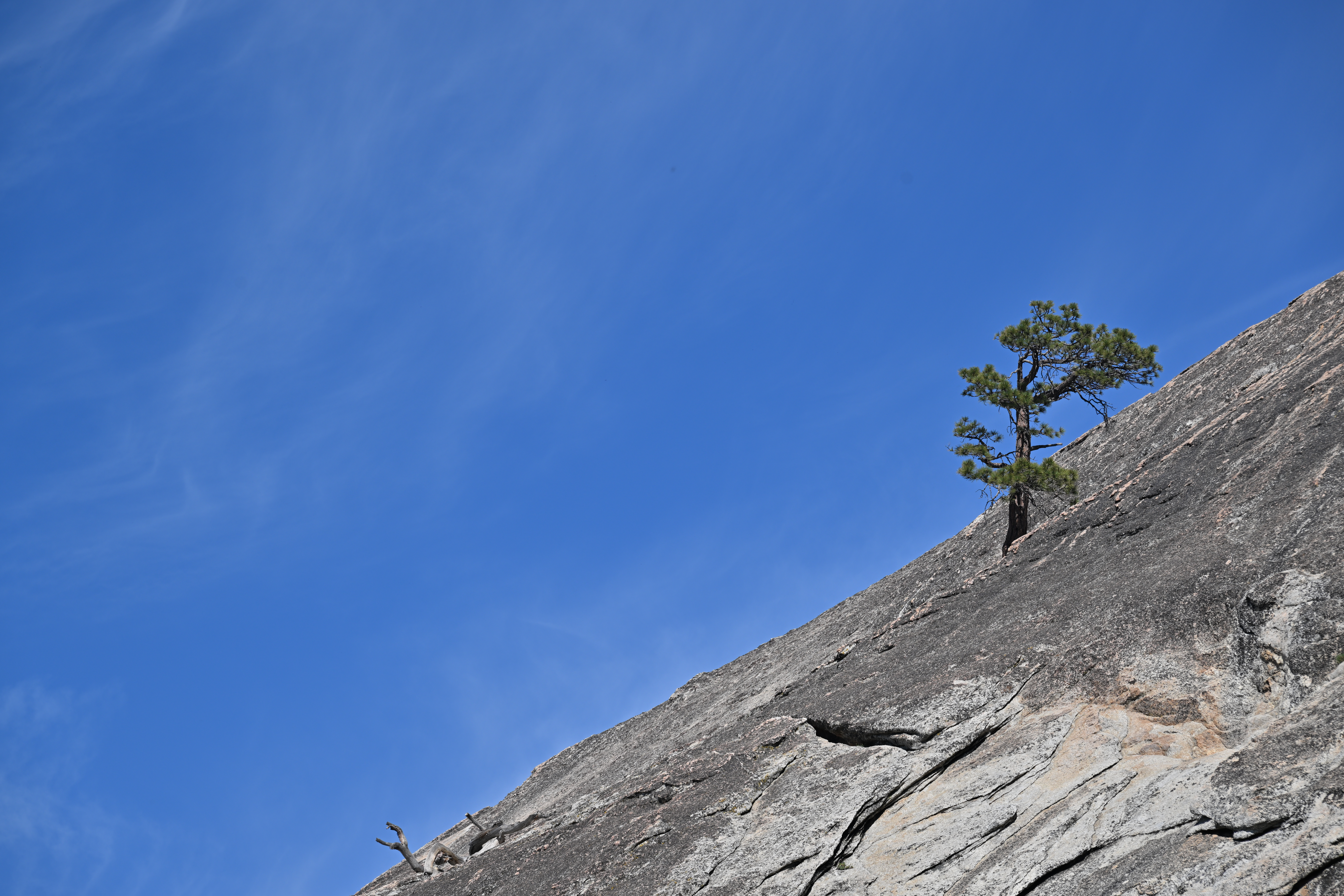
De steile helling van de Sentinel Dome
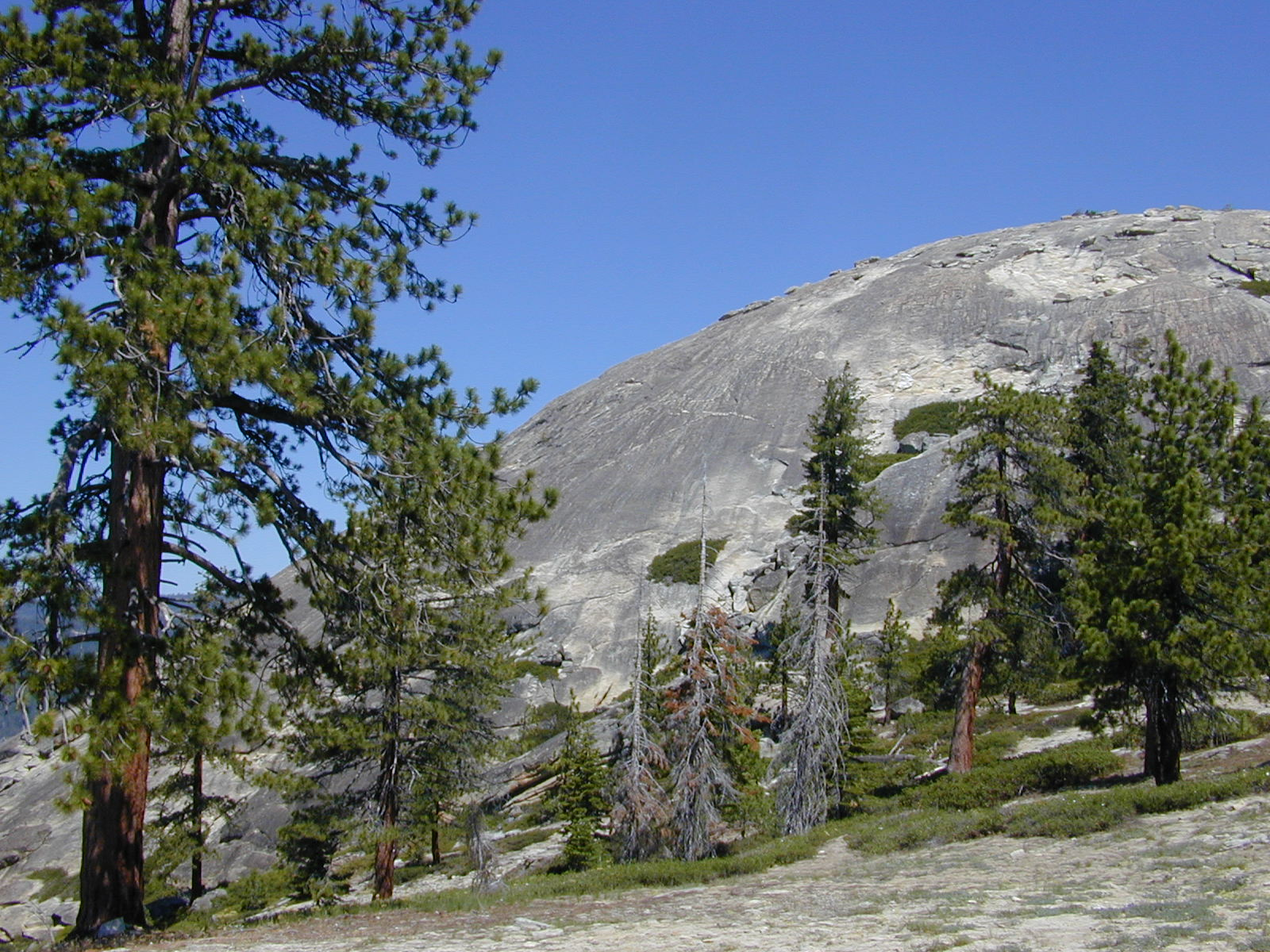
De Sentinal Dome vanaf een trail

Bezienswaardigheden: Bridalveil Fall · Cathedral Lakes · Cathedral Peak · Chilnualna Falls · Clouds Rest · El Capitan · Emerald Pool · Glacier Point · Grand Canyon of the Tuolumne · Grizzly Giant · Half Dome · Hetch Hetchy · Horsetail Fall · John Muir Trail · Mariposa Grove · Merced Grove · Merced River · Mount Conness · Mount Dana · Mount Lyell · Mount Starr King · Nevadawaterval · Ostrander Lake · Pacific Crest Trail · Sentinel Dome · Sentinel Rock · Tenaya Canyon · Tenaya Lake · Tunnel View · Tuolumne Grove · Tuolumne Meadows · Tuolumne River · Vernalwaterval · Wawona Tunnel Tree · Yosemite Valley · Yosemitewaterval

Bebouwing: Ahwahnee Hotel · Badger Pass Ski Area · Camp 4 · Curry Village · Glacier Point Hotel · Housekeeping Camp · LeConte Memorial Lodge · Pioneer Yosemite History Center · Rangers' Club · Parsons Memorial Lodge · Wawona · Wawona Hotel · Yosemite Valley Chapel · Yosemite Valley Lodge · Yosemite Village

Vervoer: SR 41 · SR 120 · SR 140 · Wawona Tunnel · Yosemite Area Regional Transportation System

Personen: Ahwahnechee · Chief Tenaya · Frederick Law Olmsted · Galen Clark · John Conness · John Muir · Sierra Miwok · Stephen Mather · Robert Underwood Johnson